# Canal Charleroi-Bruxelles
 (mard 2020).
Le canal Charleroi-Bruxelles est un canal belge à grand gabarit de classe IV, accessible aux convois de 1 350 tonnes. Long de 47,9 km pour sa partie wallonne, il relie Bruxelles à Charleroi et s'inscrit dans un axe nord-sud reliant le port d'Anvers, via le canal maritime de Bruxelles à l'Escaut, d'une part à la vallée de la Sambre (Charleroi, Namur, Liège), et d'autre part à Mons et au nord de la France (Lille, Dunkerque) via le canal du Centre et l'ascenseur de Strépy-Thieu. 
L'ouvrage le plus remarquable est le Plan incliné de Ronquières.

## Historique du canal Charleroi-Bruxelles

### Premiers projets
Même s’il ne fut inauguré qu’en 1832, l’idée de relier le bassin de Charleroi à Bruxelles remonte à plusieurs siècles déjà. La dénivellation entre Charleroi et Bruxelles ajoute une difficulté supplémentaire ; le terrain rencontré pour relier les deux villes est fortement accidenté. C’est sous le règne de Philippe le Bon, duc de Bourgogne (1396-1467) que fut évoqué pour la première fois l’aménagement d’une voie d’eau pour desservir les cités hennuyères. Un édit de 1436 autorisait le redressement et l’approfondissement de la Senne. Projet trop coûteux, il est abandonné. Au cours des XVIe et XVIIe siècles des projets de canal voient le jour: Charles Quint (1500-1558) et son fils Philippe II roi d’Espagne (1527-1598) avaient donné l’autorisation de réaliser le canal avec le premier vrai projet pour relier le canal de Willebrouck (1561) à Charleroi. Projet sans lendemain. La saga française du canal de Charleroi à Bruxelles se termina avec les vues de Bonaparte sur le projet, troublées par toute la force qu’il concentra sur une politique étrangère  expansionniste.

### Premier canal

Carte générale du canal de Charleroy à Bruxelles de 1839.

C’est l’acheminement économique du charbon qui sous le règne de Guillaume Ier d'Orange (1772-1843) allait enfin précipiter et concrétiser le tout.
A.J. Barthélemy, membre de la seconde Chambre des États généraux et conseiller de la Régence à Bruxelles allait porter le projet. Il pensait déjà à utiliser des plans inclinés en lieu et place des écluses, plus coûteuses à l’époque. Jean-François Gendebien (1753-1838) défendait son idée, mais en finale les finances avaient le dernier mot et le choix des écluses fut retenu. L'ingénieur Jean-Baptiste Vifquain fut chargé du projet. On commença avec un canal à gabarit de 70 tonnes. Ce choix, dicté par les difficultés d'alimentation en eau, permettait d'en réduire la consommation. Le transport de la houille était assuré par des barges appelées « baquets de Charleroi » ou « sabots », dont la taille (19 m de long et de 2,6 m de large) était adaptée au gabarit réduit du canal. Long de 74,2 km, ce premier canal, dont le creusement se fait à la pelle et à la pioche, fut mis en service en 1832. Il permettait d'aller de Charleroi à Bruxelles en 3-4 jours. Il nécessita la construction de 55 écluses. Le franchissement de la ligne de partage des eaux (entre l'Escaut et la Meuse) se faisait par le Tunnel de la Bête Refaite, long de 1 267 m et large de 4 m, entre Seneffe et Godarville. Dès 1854 et jusqu’en 1857 les premiers travaux pour réaliser une « grande section » (= moyenne section d’aujourd’hui) de 300 tonnes sur certaines sections allaient bon train.

### Deuxième canal

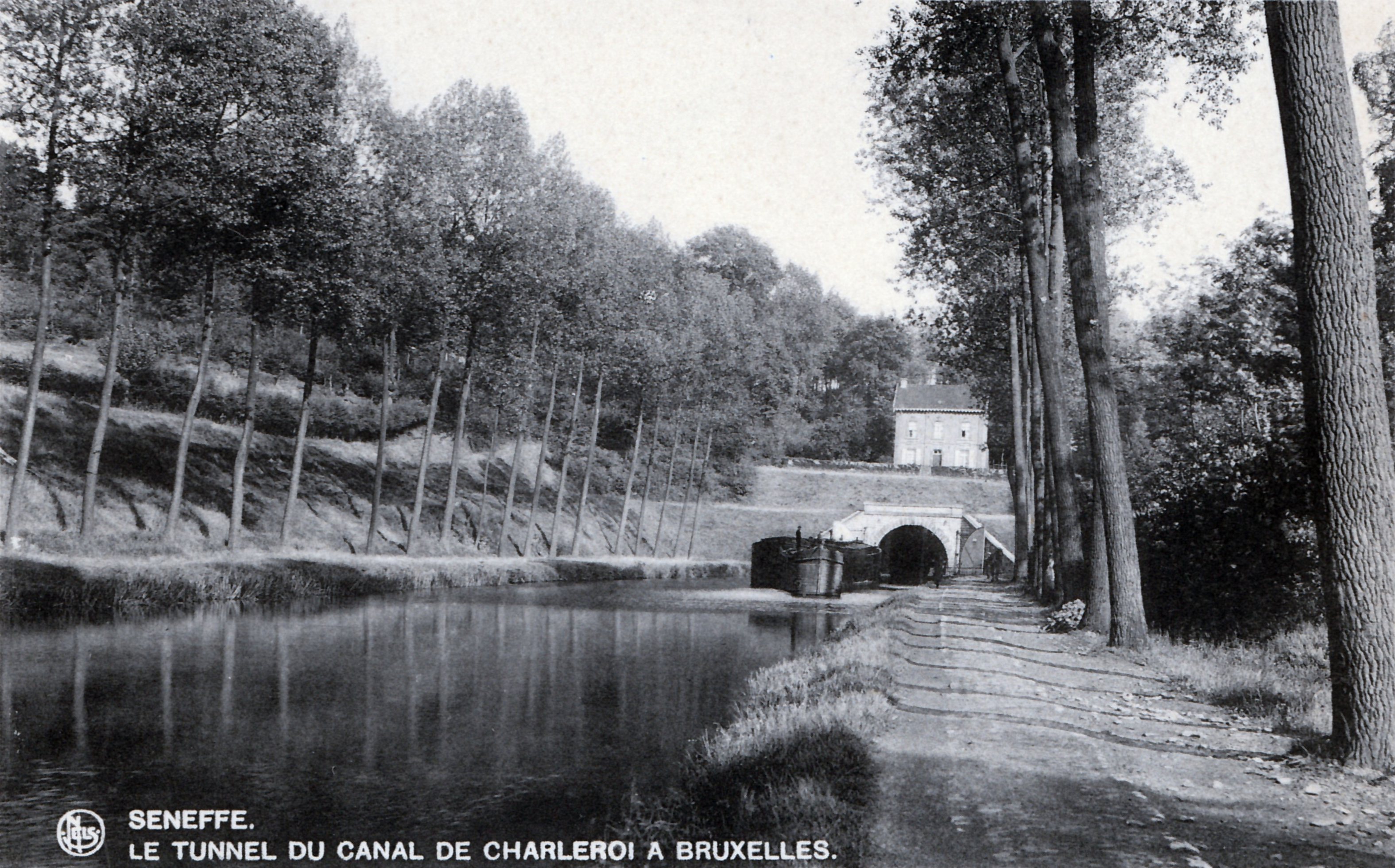
Issue nord du tunnel de Godarville.

En 1885, la ligne de partage des eaux fut franchie par un nouveau tunnel, celui de Godarville, long de 1 050 m. En 1897, l’écluse de la porte de Flandre (Bruxelles) passa au gabarit de 600 à 800 tonnes. Toutes les écluses de ce gabarit en aval de Clabecq allaient être conçues avec une capacité de sassement de 1 350 tonnes. Les travaux progressèrent lentement et ne se terminèrent qu'en 1933.

### Troisième canal

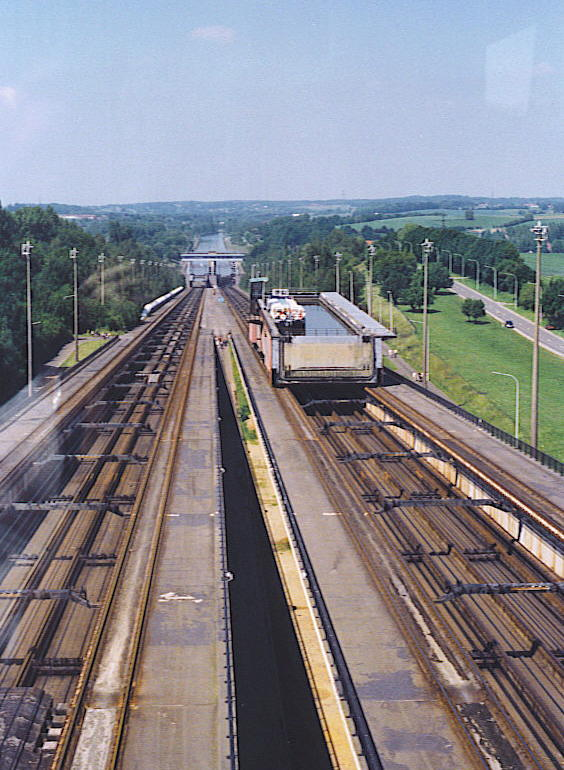
Le plan incliné de Ronquières.

Sous la pression des industriels hennuyers, qui devaient faire face à la concurrence de l'industrie liégeoise, le dernier grand remaniement (1948-1968) fut projeté en 1947. Le résultat est le tracé actuel au gabarit européen de 1 350 tonnes avec le plan incliné de Ronquières. Cette gigantesque œuvre de génie civil se trouve en amont de l'écluse no 5 de Ittre. Cette écluse a une chute moyenne de quelque 13,33 m, soit une des plus grandes de Belgique. Le canal suit entre autres les vallées de la Sennette et de la Senne. Il franchit la ligne de partage des eaux par la Grande tranchée de Godarville.

### Plan de modernisation (2011)
Dans le cadre de la réalisation de la liaison Seine-Escaut, la liaison entre ce canal et le Rhin devrait aussi être modernisée et portée, entre Pommeroeul et Namur, à un gabarit de 110 × 11,5 m. Il en résulte que les trois écluses du versant Sambre devraient être reconstruites. Afin de ne pas interrompre le trafic pendant une longue période, de nouvelles écluses de 112,50 × 12,25 m seront construites à côté des anciennes. Viesville devrait prochainement accueillir une toute nouvelle écluse. Inscrit dans le « Réseau Transeuropéen de Transport », ce projet vise à favoriser le développement fluvial.

## Écluses et plan incliné
La différence de hauteur entre Bruxelles et Seneffe (versant Senne) est de 88 mètres. Pour passer ce dénivelé, sept écluses et un plan incliné furent construits.
La différence de hauteur entre Seneffe et Charleroi (versant Sambre) est de 21 mètres. Ce dénivelé est rattrapé par trois écluses.
- Hauteur à Charleroi : 100,20 m
- Hauteur à Seneffe : 121,10 m (Point culminant, entre Ronquières et Viesville)
- Hauteur à Bruxelles : 13,30 m

- Marchienne-au-Pont : Écluse no 1 (85,08 × 11,50 m) – Hauteur de 6,20 m
- Gosselies : Écluse no 2 (87,70 × 11,50 m) – Hauteur de 7,20 m
- Viesville : Écluse no 3 (87,60 × 11,50 m) – Hauteur de 7,50 m
- Ronquières : Plan incliné no 4 – (2 bacs de 85,50 × 11,60 m) – Hauteur de 67,53 m
- Ittre : Écluse no 5 (90,00 × 12,00 m) – Hauteur de 13,33 m
- Lembeek : Écluse no 6 (81,60 × 10,50 m) – Hauteur de 7,07 m
- Hal : Écluse no 7 (81,60 × 10,50 m) – Hauteur de 3,30 m
- Lot : Écluse no 8 (81,60 × 10,50 m) – Hauteur de 3,70 m
- Ruisbroek : Écluse no 9 (81,60 × 10,50 m) – Hauteur de 3,70 m
- Anderlecht : Écluse no 10 (81,60 × 10,50 m) – Hauteur de 3,70 m
- Molenbeek-Saint-Jean : Écluse no 11 (81,60 × 10,50 m) – Hauteur de 4,70 m

## Trafic
- 1987 — Tonnage : 1 094 000 T – Nb bateaux : 3 084
- 1990 — Tonnage : 1 289 000 T – Nb bateaux : 3 346
- 2000 — Tonnage : 2 100 000 T – Nb bateaux : 3 471
- 2004 — Tonnage : 3 160 000 T – Nb bateaux : 5 155
- 2005 — Tonnage : 3 019 000 T – Nb bateaux : 4 812
- 2006 — Tonnage : 3 144 000 T – Nb bateaux : 5 215 (3 981 chargés)
- 2007 — Tonnage : 3 091 000 T – Nb bateaux : 5 163 (4 048 chargés)
- 2008 — Tonnage : 2 939 000 T – Nb bateaux : 4 860 (4 070 chargés)
- 2009 — Tonnage : 1 686 000 T – Nb bateaux : 3 741 (2 361 chargés)
- 2010 — Tonnage : 1 924 000 T – Nb bateaux : 3 934 (2 600 chargés)

Note : jusqu'en 2001, le trafic mesuré à Ronquières (ci-dessus) était destiné à La Louvière et à Charleroi.
Depuis 2002, une partie de ce trafic entre sur le bief de partage par l'ascenseur funiculaire de Strépy-Thieu. Il est communément admis que ce troisième point d'entrée a augmenté de plus de 50 % le trafic sur le Canal Charleroi-Bruxelles (+1 000 000 T, +1 700 bateaux).

## Liaisons avec d’autres voies navigables
- Canal maritime de Bruxelles à l'Escaut : à Bruxelles
- Sambre : à Dampremy (Charleroi)
- Canal du Centre : à Seneffe

## Gestion de l'eau
L'alimentation en eau du canal se fait du côté de Charleroi où l'eau des Lacs de l'Eau d'Heure est pompée jusque dans la Sambre.
Cette raison justifie l'usage d'ascenseurs à bateaux sur le canal du Centre et du plan incliné de Ronquières, ces ouvrages ne consomment que quelques centimètres d'eau à chaque cycle. 

Sur le versant Sambre du canal, les 11 écluses de l'ancien canal, qui consommaient en moyenne 420 m3 d'eau, ont été remplacées par trois écluses seulement, dont l'une a une chute de 7,5 m, et le volume consommé à chaque cycle est d'environ 7 500 m3. L'eau est lâchée dans la rivière, dont le confluent avec la Sambre à Marchienne-au-Pont est proche de la jonction avec le canal. Elle est ensuite pompée à chacune des écluses.
Le canal de Charleroi à Bruxelles est alimenté par des ruisseaux et rivières. Cependant, le bief de partage se trouve à une altitude proche de la source des rivières proches, dont la Samme. Il en résulte que le niveau peut difficilement être entretenu en prélevant l'eau uniquement sur ces rivières et ruisseaux.

## Photos

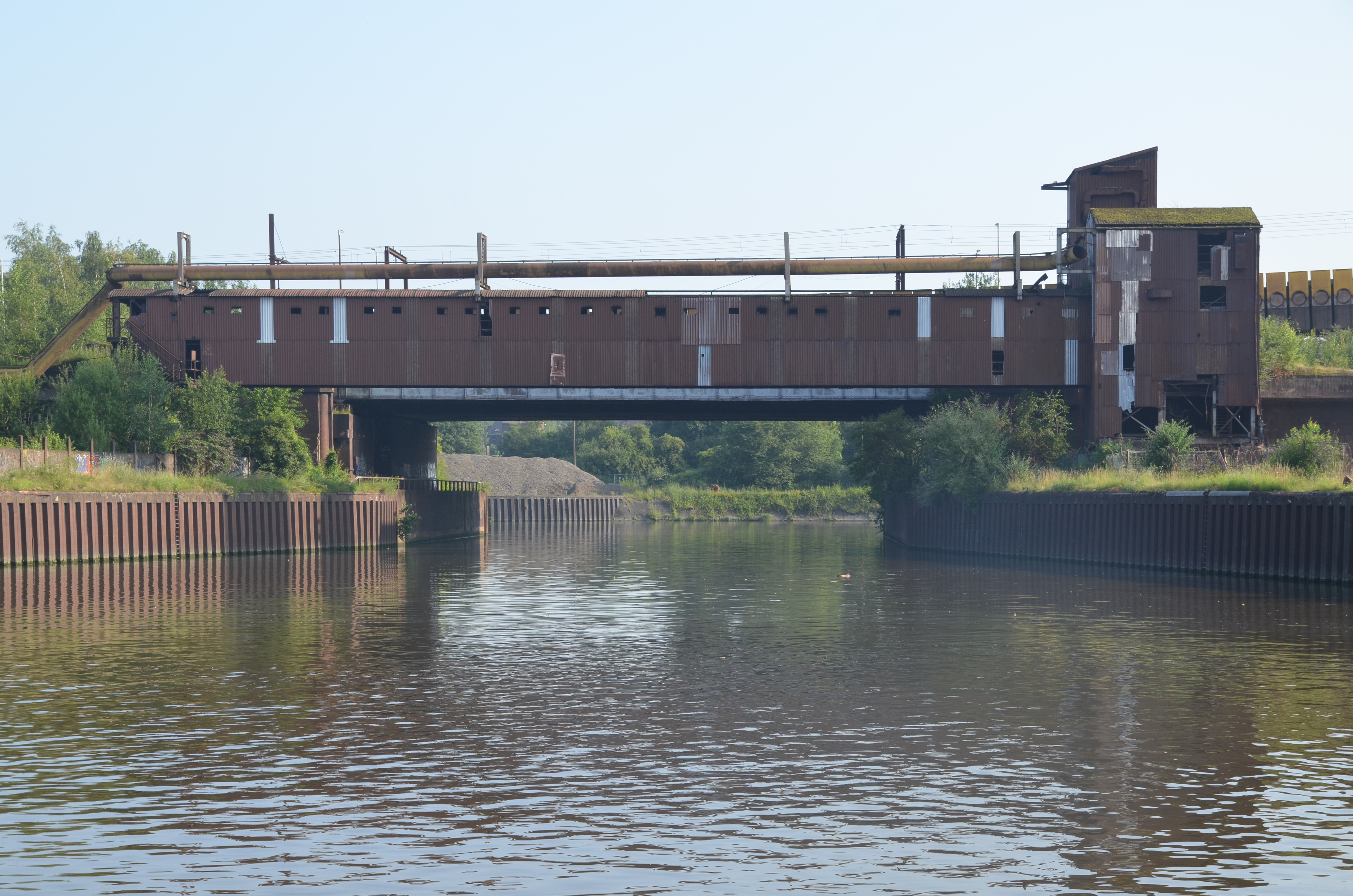
La rivière Sambre à Charleroi et la bifurcation vers le canal (2021).
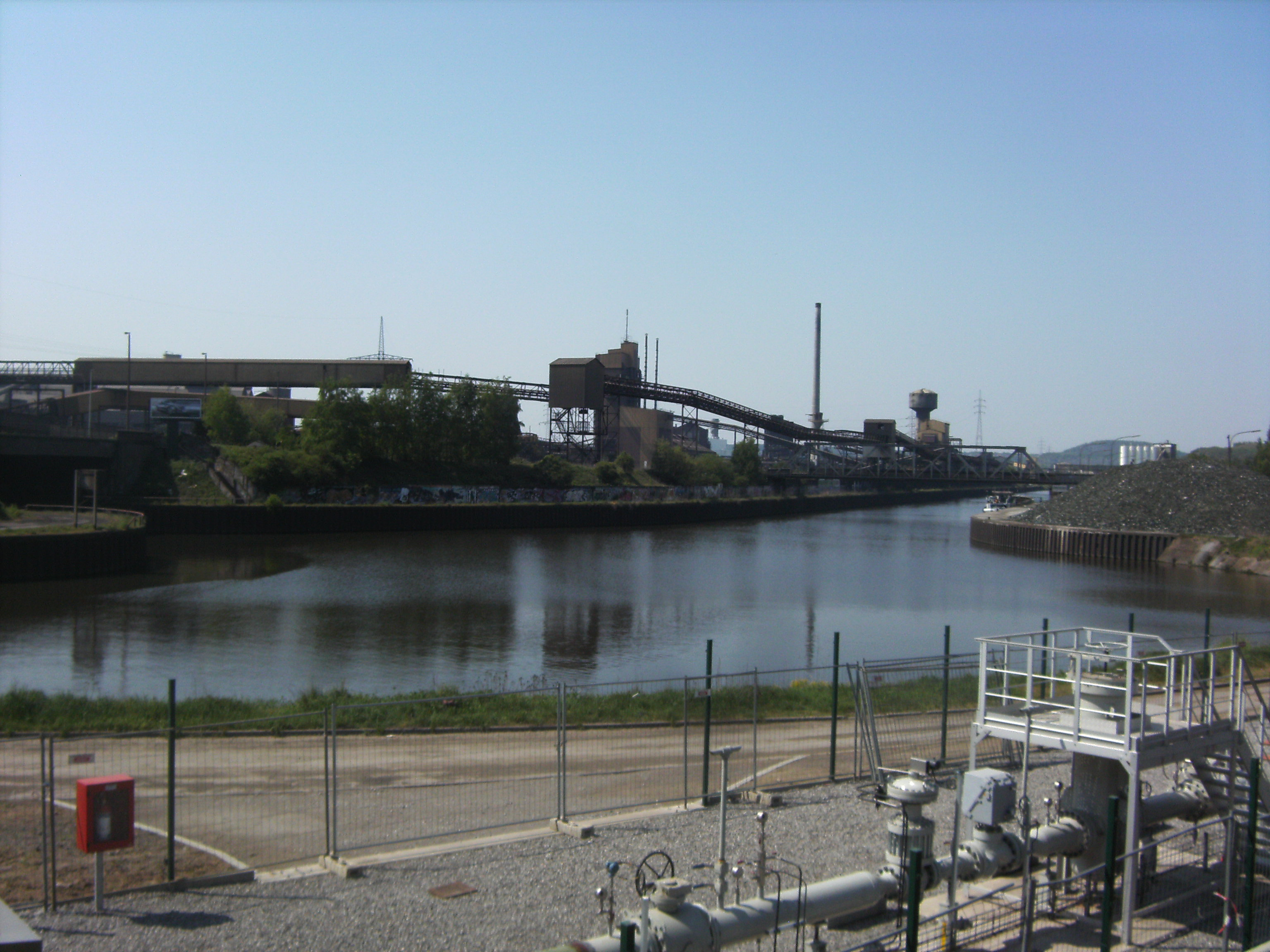
Extrémité du canal à Dampremy (Charleroi).
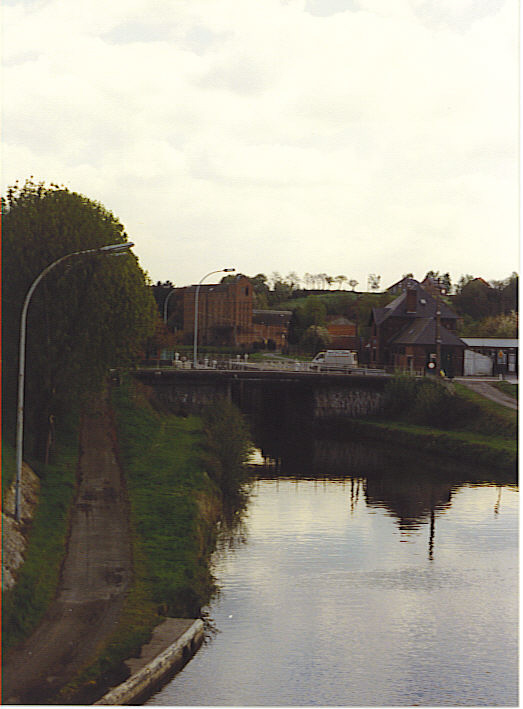
Entrée de la branche de Ronquières.
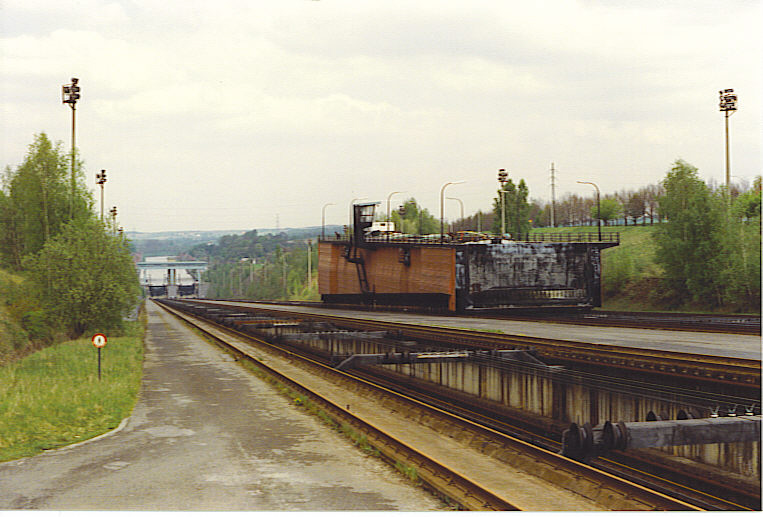
Plan incliné de Ronquières.
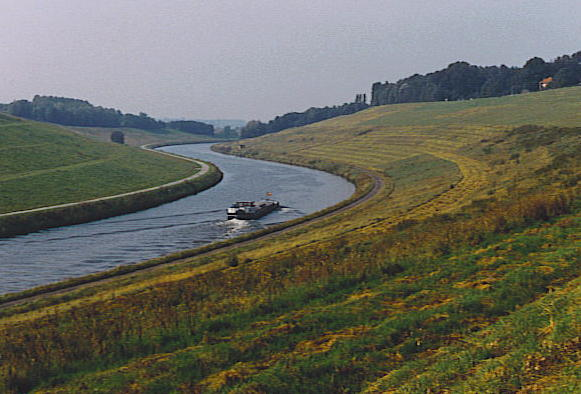
La tranchée de Godarville.
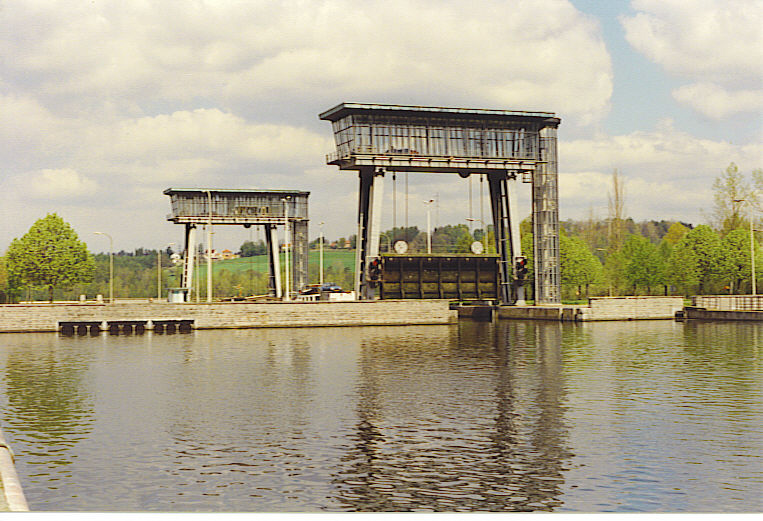
L'écluse d'Ittre.
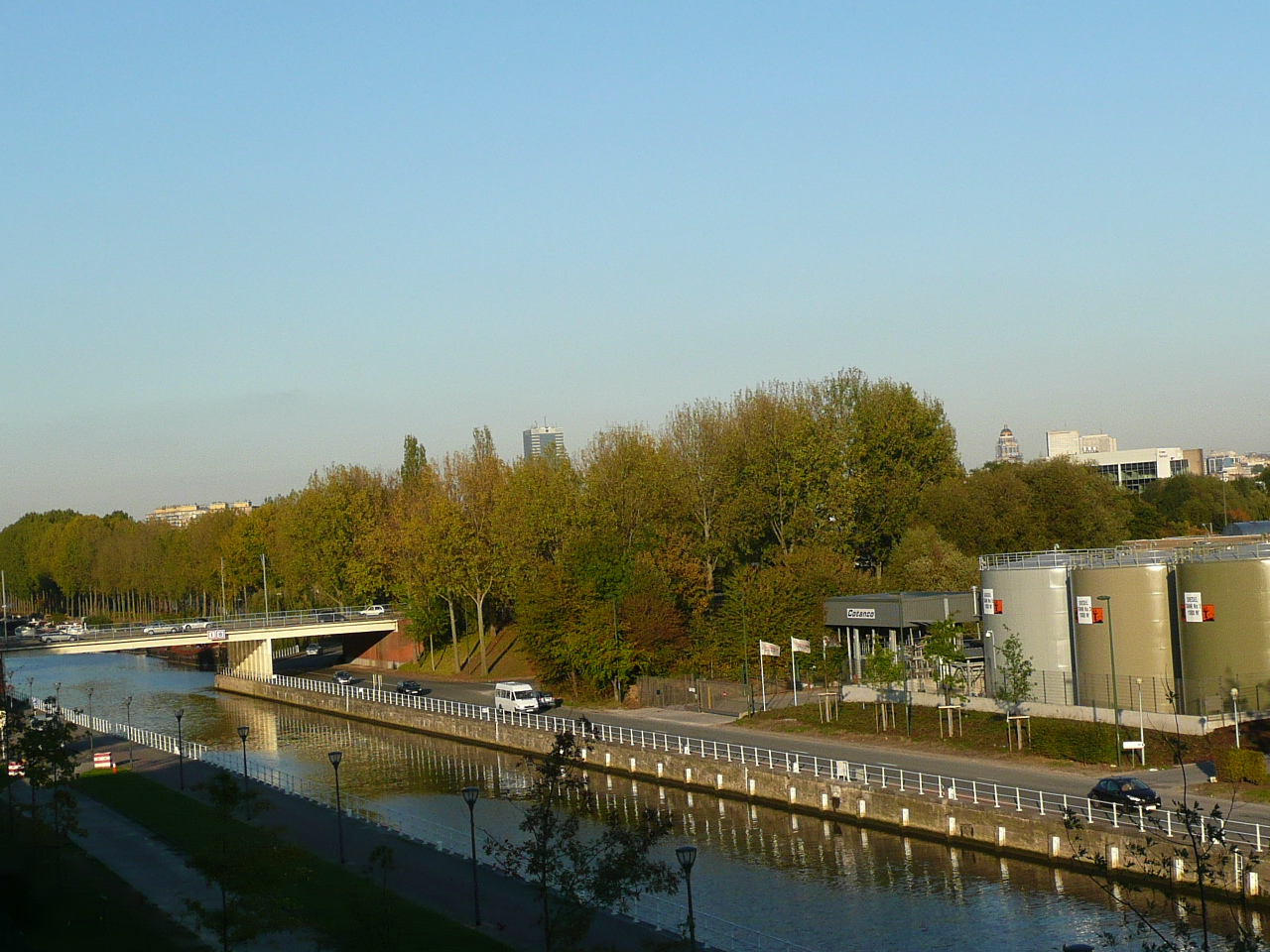
Le canal à Bruxelles (Anderlecht) avec le dépôt de carburants.
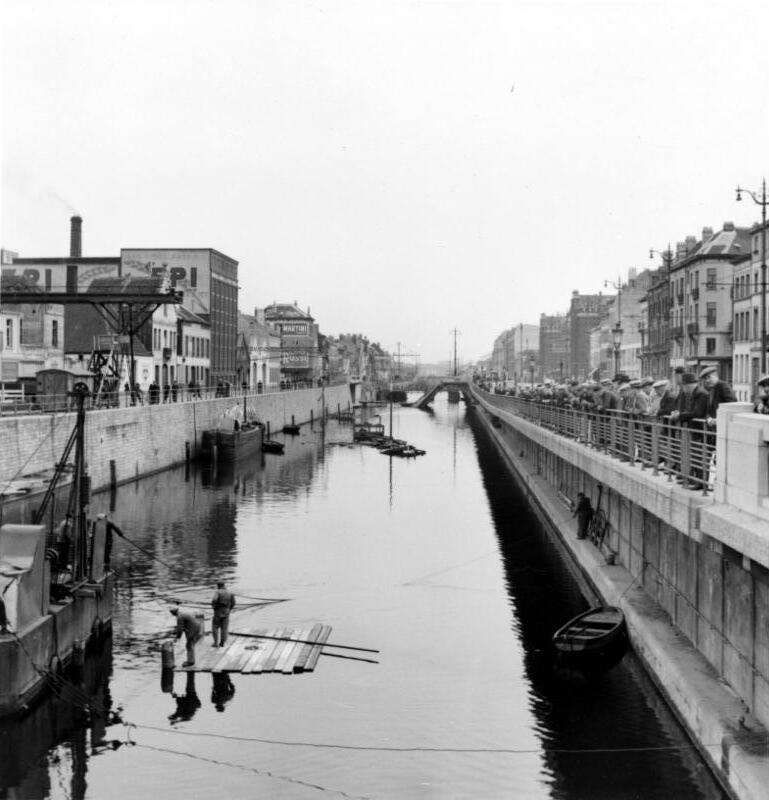
Le canal à hauteur de la porte de Flandre (Bruxelles), en 1940.
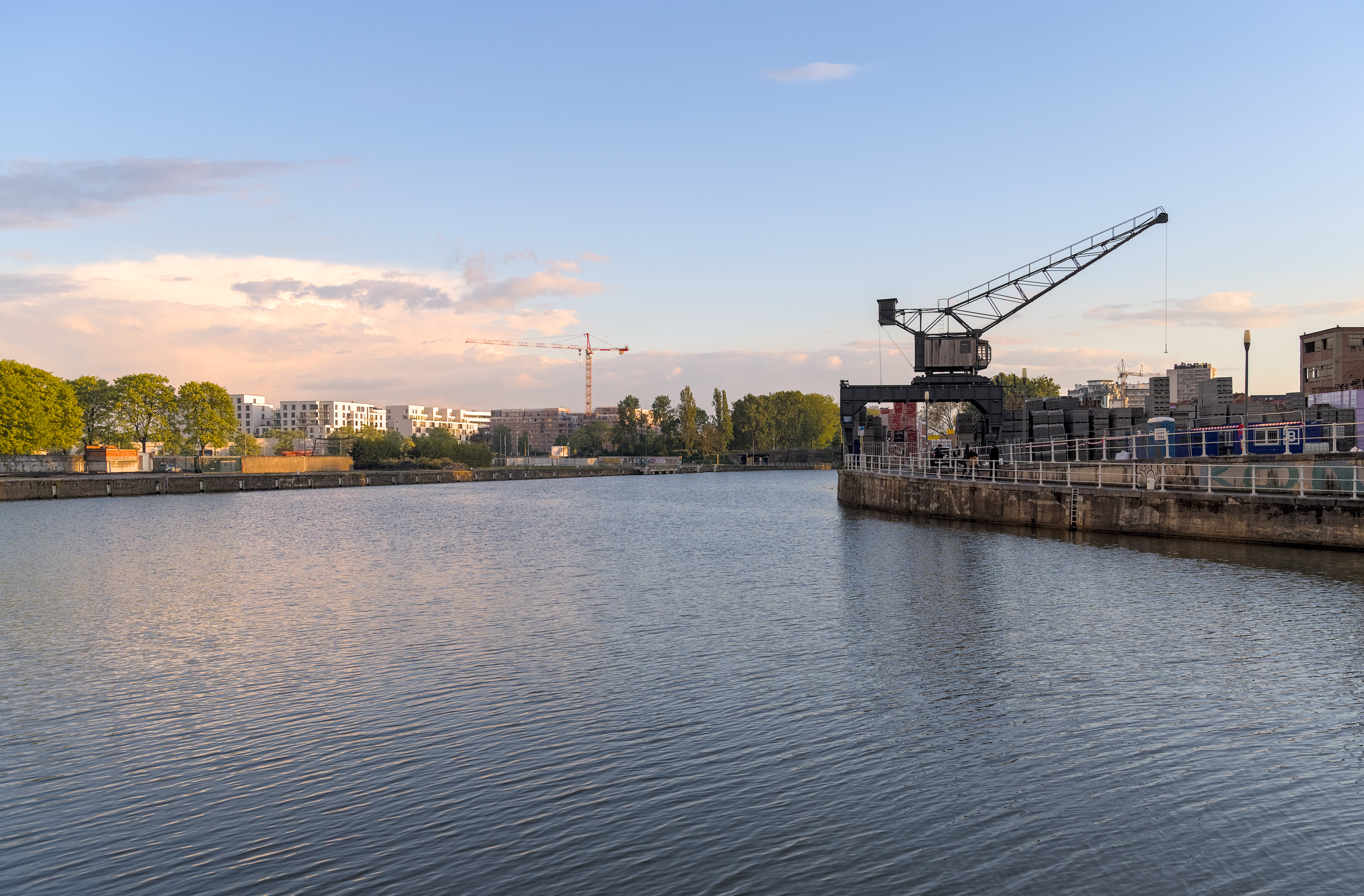
Le bassin de Biestebroeck à Anderlecht.